# Vernonia graniticola
Vernonia graniticola là một loài thực vật có hoa trong họ Cúc. Loài này được G.V.Pope miêu tả khoa học đầu tiên năm 1988.